# Jessica Horváthová
Mgr. Jessica Horváthová (* 22. července 1946 Bělehrad) je česká politička, kameramanka a režisérka. Od roku 2006 členka České strany národně socialistické.

## Životopis
Jessica Horváthová se narodila v jugoslávském Bělehradě rodičům smíšené národnosti (otec maďarský Slovák, matka německá Moravanka). Vystudovala FAMU na Akademii múzických umění v Praze. V letech 1970 až 1975 pracovala převážně jako kameramanka a následně až do roku 1986 jako tlumočnice a překladatelka. Od roku 1987 do roku 1990 pracovala jako pomocná režisérka a od roku 1991 již jako „casting director“. Současně je členkou oborových organizací FITES, AČK a JTP.

## Politika
Je členkou odborové organizace KINOS a KUK. V roce 2006 vstoupila do České strany národně socialistické a od roku 2008 je místopředsedkyní Městské organizace Praha ČSNS (2005), v roce 2011 z ČSNS vystoupila